# Cliff Sander
William Clifford „Cliff“ Sander (* 4. November 1931 in Ipswich; † 8. Februar 2022) war ein australischer Fußballspieler.

## Karriere
Cliff Sander gewann im Alter von 17 Jahren mit dem St Helens FC die Premier League des Bundesstaates Queensland. 1956 konnte er diesen Erfolg mit dem Klub wiederholen. Nach 10 Jahren bei St Helens wechselte Sander zu Brisbane Azzurri, wo er mehrere Jahre spielte.
1950 debütierte Sander in der australischen Nationalmannschaft, für die er insgesamt 21 Länderspiele bestritt. Unter anderem gehörte er zum Aufgebot bei den Olympischen Spielen 1956 in Melbourne, wo er mit der australischen Mannschaft den fünften Platz belegte.
Mit 47 Spielen für die Auswahlmannschaft von Queensland kam kein anderer Spieler öfter für diese zum Einsatz.
1999 wurde Sander in die Football Australia Hall of Fame berufen.